# Аннона (Техас)
Аннона (англ. Annona) — місто (англ. town) в США, в окрузі Ред-Ривер штату Техас. Населення — 184 особи (2020).

## Географія
Аннона розташована за координатами 33°34′55″ пн. ш. 94°54′47″ зх. д. / 33.58194° пн. ш. 94.91306° зх. д. (33.581811, -94.913079).  За даними Бюро перепису населення США в 2010 році місто мало площу 2,07 км², уся площа — суходіл.

## Демографія
Згідно з переписом 2010 року, у місті мешкало 315 осіб у 110 домогосподарствах у складі 77 родин. Густота населення становила 152 особи/км².  Було 145 помешкань (70/км²).
Расовий склад населення:
| - 39,0 % — білих - 28,6 % — чорних або афроамериканців - 0,6 % — корінних американців - 29,8 % — осіб інших рас |

До двох чи більше рас належало 1,9 %. Частка іспаномовних становила 39,7 % від усіх жителів.
За віковим діапазоном населення розподілялося таким чином: 29,2 % — особи молодші 18 років, 57,1 % — особи у віці 18—64 років, 13,7 % — особи у віці 65 років та старші. Медіана віку мешканця становила 36,1 року. На 100 осіб жіночої статі у місті припадало 88,6 чоловіків;  на 100 жінок у віці від 18 років та старших — 89,0 чоловіків також старших 18 років.
Середній дохід на одне домашнє господарство  становив 31 293 долари США (медіана — 27 188), а середній дохід на одну сім'ю — 31 942 долари (медіана — 31 250). Медіана доходів становила 17 375 доларів для чоловіків та 20 938 доларів для жінок. За межею бідності перебувало 37,9 % осіб, у тому числі 67,4 % дітей у віці до 18 років та 8,1 % осіб у віці 65 років та старших.
Цивільне працевлаштоване населення становило 135 осіб. Основні галузі зайнятості: виробництво — 35,6 %, освіта, охорона здоров'я та соціальна допомога — 20,0 %, роздрібна торгівля — 19,3 %.